# Benjamin Helander
Anders Benjamin Helander, född 2 mars 1876 i Kuopio, död 10 november 1949 i Helsingfors, var en finländsk forstman. Han var far till arkitekten Arne Helander. 
Helander utexaminerades från Evois forstinstitut 1896, verkade därefter bland annat som Helsingfors universitets forstmästare 1910–1919 och blev filosofie licentiat (disputerade) 1923. Han gjorde en betydelsefull insats för den privata skogshushållningens främjande som verkställande direktör i centralskogssällskapet Tapio 1929–1946. Han utgav (på finska) en biografi över Anton Gabriel Blomqvist (1936) och den finländska skogshushållningens historia (1949). Han tilldelades professors titel 1936.

## Utmärkelser
- Riddartecknet av I klass av Finlands Vita Ros’ orden[2]
- Riddare av 1. klass av Nordstjärneorden[2]

[Redigera Wikidata]